# Вітрувіанська людина

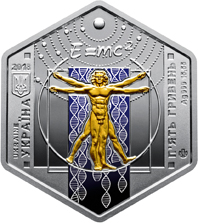
Вітрувіанська людина на пам'ятній монеті НБУ

«Вітрувіа́нська люди́на» — знаменитий малюнок італійського художника Леонардо да Вінчі, що супроводжується пояснювальними написами; виконаний приблизно в 1490 році й поміщений в одному з його журналів. На ньому зображена фігура оголеного чоловіка в двох накладених одна на іншу позиціях: з розведеними в сторони руками і ногами, вписана в коло; з розведеними руками та зведеними разом ногами, вписана в квадрат. Малюнок і пояснення до нього іноді називають канонічними пропорціями.
Малюнок написано пером, чорнилом та аквареллю з допомогою металевого олівця, його розміри 34,3×24,5 сантиметри. Знаходиться в колекції Gallerie dell'Accademia у Венеції.
Згідно з супровідними записами Леонардо, він був створений для визначення пропорцій людського (чоловічого) тіла, як воно описане в трактатах античного римського архітектора Вітрувія (лат. Vitruvius), який написав про людське тіло:
- Кисть становить чотири пальці
- Ступня складає чотири кисті
- Лікоть становить шість кистей
- Зріст людини становить чотири лікті (і відповідно 24 кисті)
- Крок дорівнює чотири лікті
- Розмах людських рук дорівнює зросту
- Відстань від лінії волосся до підборіддя становить 1/10 зросту
- Відстань від маківки до підборіддя становить 1/8 зросту
- Відстань від маківки до сосків становить 1/4 зросту
- Максимум ширини плечей становить 1/4 зросту
- Відстань від ліктя до кінчика руки становить 1/4 зросту
- Відстань від ліктя до пахви становить 1/8 зросту
- Довжина руки становить 2/5 зросту
- Відстань від підборіддя до носа становить 1/3 довжини обличчя
- Відстань від лінії волосся до брів становить 1/3 довжини обличчя
- Довжина вух становить 1/3 довжини обличчя

Повторне відкриття математичних пропорцій людського тіла в XV столітті, зроблене Да Вінчі та іншими вченими, стало одним з великих досягнень, що передували італійському ренесансу.
Малюнок сам по собі часто використовується як неявний символ внутрішньої симетрії людського тіла і Всесвіту в цілому.
При дослідженні малюнка можна помітити, що комбінація розташування рук і ніг у дійсності дає дві різні позиції. Поза з розведеними в сторони руками і зведеними разом ногами вписується у квадрат. З іншого боку, поза з розведеними в сторони руками і ногами вписується в коло. При детальніших дослідженнях, виявляється, що центром кола є пуп фігури, а центром квадрата статеві органи. Пізніше за цією ж методикою Ле Корбюзьє склав свою шкалу пропорціонування — Модулор, що вплинула на естетику архітектури XX століття.